# Luis Solorio
Luis Alfonso Solorio Gutiérrez (ur. 1 sierpnia 1994 w Guadalajarze) – meksykański piłkarz występujący na pozycji defensywnego pomocnika lub środkowego obrońcy.